# Jönåkers tingslag
Jönåkers tingslag var ett tingslag i Södermanlands län och i Nyköpings domsaga. Tingsplats var till 1910 i Gevie strax väster om Jönåker. 
Tingslaget bildades 1680 och uppgick 1911 i Jönåkers och Rönö tingslag (från 1 september 1914 ombildat till Jönåkers, Rönö och Hölebo tingslag).

## Ingående områden
Tingslaget omfattade Jönåkers härad.